# Tilkovszky Loránt
Tilkovszky Loránt (Budapest, 1927. március 19. – 2021. január 13.) magyar történész.

## Élete
Az általános iskolát Rákosligeten végezte. 1937-1945 között a budapesti Madách Gimnáziumban tanult, ahol kitüntetéses eredménnyel érettségizett. 
A Budapesti Egyetemen 1950-ben szerzett magyar–történelem–latin szakos tanári diplomát jeles eredménnyel. Rövid ideig általános iskolai tanár és levéltáros, illetve 1951–1954 között aspiráns az MTA Történettudományi Intézetében. Ezt követően a Tudományos Ismeretterjesztő Társulat központi apparátusának titkáraként, majd országos titkáraként a történeti tárgyú ismeretterjesztés legfőbb irányítója volt. 1961-től az MTA Történettudományi Intézetének munkatársa lett.
1955-ben megvédte kandidátusi disszertációját, majd 1977-ben a történettudomány doktora lett. 1982-től egyetemi professzor a Pécsi Janus Pannonius Egyetemen.
1985-1990 között a Magyar-Csehszlovák Történész Vegyesbizottság magyar szekciójának elnöke. 1963–2004 között a Századok szerkesztője.
Történészi munkásságának magyarellenes részét Janics Kálmán is kritika alá vette.

## Elismerései
- Akadémiai Dij

## Művei
- 1955 Az 1831. évi parasztfelkelés
- 1964 A csehszlovák földreform magyar revíziója. Agrártörténeti Szemle 6.
- 1967 Revízió és nemzetiségpolitika Magyarországon 1938–1941
- 1968 A Wilhelmstrasse és Magyarország. Német diplomáciai iratok Magyarországról 1933–1944 (tsz.)
- 1968 A Volksbund szerepe Magyarország második világháborús történetében. In: Történelmi Szemle 1968/3-4, 294–312.
- 1970 Balásházy János. A múlt magyar tudósai. Akadémiai Kiadó, Budapest
- 1972 Južné Slovensko v rokoch 1938-1945. Bratislava
- 1974 Pál Teleki 1879-1941. A biographical sketch; Akadémiai Kiadó, Budapest
- 1974 SS-toborzás Magyarországon. Kossuth Kiadó, Budapest
- 1978 Ez volt a Volksbund. A német népcsoport-politika és Magyarország 1938–1945; Kossuth Kiadó, Budapest,
- 1986 Bajcsy-Zsilinszky. Írások tőle és róla
- 1986 A Szociáldemokrata Párt és a nemzetiségi kérdés Magyarországon, 1919–1945; Kossuth, Budapest,
- 1989 A szlovákok történetéhez Magyarországon 1919-1945. Magyar-Csehszlovák Történész Vegyesbizottság dokumentumai. Budapest
- 1989 Teleki Pál titokzatos halála
- 1989 Hét évtized a magyarországi németek történetéből. 1919–1989. Budapest
- 1994 Nemzetiség és magyarság. Nemzetiségpolitika Magyarországon Trianontól napjainkig. Budapest, Ikva. ISBN 9637757538
- 1996 Teleki Pál és a magyar-jugoszláv viszony. Pécs
- 1997 Német nemzetiség– magyar hazafiság. Tanulmányok a magyarországi németség történetéből; JPTE TK Kiadói Iroda, Pécs,
- 1998 Nemzetiségi politika Magyarországon a 20. században. Debrecen
- 2000 Gratz Gusztáv sorsa és nézetei a német megszállás után. Történelmi Szemle 2000/3-4, 371–391.
- 2002 Ausztria és Magyarország a vészterhes Európában. A budapesti osztrák követség megfigyelései és helyzetelemzései 1933–1938. évi politikai jelentéseiben; Paulus-Publishing Bt., Budapest,
- 2002 Gratz Gusztáv német nemzetiségpolitikai törekvései s azok kudarca. Századok 2002/1, 153–185.
- 2006 Gratz Gusztáv és a "Népinémet Bajtársak" viszonya történetéhez – 1935-1936. évi dokumentumok Gratz irathagyatékából. Századok 2006/1, 161-197.